# ゴーステッド Ghosted
『ゴーステッド Ghosted』（原題：Ghosted）は、2023年公開のアメリカ合衆国のロマンティック・コメディ・アクションアドベンチャー映画。
レット・リースとポール・ワーニックの原案をもとに、レットやポール、クリス・マッケナ、エリック・ソマーズが脚本を手がけ、デクスター・フレッチャーが監督を務めた。クリス・エヴァンスとアナ・デ・アルマスが主役を演じるが、2人の共演は『ナイブズ・アウト/名探偵と刃の館の秘密』、『グレイマン』に続き、三度目となる。
Appleスタジオとスカイダンス・メディアによって製作され、2023年4月21日にApple TV+で配信される。

## あらすじ
実直な青年コールは、セイディと出会って恋に落ちる。初デートの後、彼女に再び連絡を試みるが返事はなく、コールは直接セイディに会おうと彼女の住むロンドンへ赴くが、そこで予期せぬ事態に巻き込まれる。

## キャスト
※括弧内は日本語吹替。
- コール・ターナー - クリス・エヴァンス[4]（中村悠一）
- セイディ - アナ・デ・アルマス[4]（小林沙苗）
- レヴェック - エイドリアン・ブロディ[4]（小松史法）
- ワグナー - マイク・モー（英語版）[4]（白石兼斗）
- ボリスロフ - ティム・ブレイク・ネルソン[4]（上田燿司）
- モンテ・ジャクソン - ムスタファ・シャキール（英語版）[4]（楠大典）
- マルコ - マーワン・ケンザリ[4]（三瓶雄樹）
- クラウディア・イェイツ - アンナ・ディーバー・スミス（英語版）[4]
- マッティ・ターナー - リゼ・ブロードウェイ（英語版）[4]（泊明日菜）
- ママ - エイミー・セダリス[4]（髙梨愛）
- パパ - テイト・ドノヴァン[4]（唐沢龍之介）
- パティ - ティヤ・シルカー[4]
- ウタミ - スティーブン・パーク
- Scott Vogel[5]
- タクシー運転手 - バーン・ゴーマン[5]（越後屋コースケ）
- Fahim Fazli[5]
- Marisol Correa[5]
- Gina Jun[5]
- Victoria Kelleher[5]
- Sasha Go[5]
- Bailey MB[5]
- Daniel Eghan[5]
- ゴッド - セバスチャン・スタン（白石充）（カメオ出演）
- サムの孫 - アンソニー・マッキー（濱野大輝）（カメオ出演）
- レオパルド - ジョン・チョー（浪川大輔）（カメオ出演）
- ジョナス - ライアン・レイノルズ（加瀬康之）（カメオ出演）
- ラウル - デクスター・フレッチャー（カメオ出演）

## 製作

### キャスティング
2021年8月、脚本家のポール・ワーニックとレット・リースがスカイダンス・メディアに売り込んだ映画『Ghosted』の主役としてクリス・エヴァンスとスカーレット・ヨハンソンが出演交渉に入り、デクスター・フレッチャーが監督に就任したことが明らかとなった。同年12月、ヨハンソンはスケジュールの都合でこの映画から降板することになり、代わりにアナ・デ・アルマスが起用された。2022年2月、エイドリアン・ブロディがキャストに加わり、3月にはマイク・モーやエイミー・セダリス、ティム・ブレイク・ネルソン、テイト・ドノヴァンがキャストに加わった。

### 撮影
主要撮影は2022年2月から5月にかけて、アトランタとワシントンD.C.で行われた。

## 公開
本作は、2023年4月21日にApple TV+で配信予定となっている。